# Карапет Саснеци
Карапе́т Саснеци́ (арм. Կարապետ Սասնեցի) — армянский писатель и церковный деятель XII—начала XIII веков.

## Жизнь и деятельность
Был вардапетом, епископом Сасуна. Имел прекрасное для своего времени образование и славился искусным оратором. Известен по сочинению «О жизни и смерти св. вардапета Месропа» (арм. «Ներբողեան յաղագս վարուց և մահուան Ս. Վարդապետին Մեսրոբայ»).
Произведение Саснеци представляет из себя житие Месропа Маштоца, написанное в стиле гомилия-панегирик. Особой исторической ценности не представляет, большинство информации взята из «Жития Маштоца» Корюна и «Истории Армении» Мовсеса Хоренаци. В некоторых местах однако отличается от этих авторов V века и совпадает с повествованием Вардана Аревелци: вероятно, последний пользовался трудом Саснеци, или же у обоих был общий источник. Представляет большой интерес для изучения армянской лексики высокого Средневековья.
Сочинение Саснеци сохранилось в рукописи XIII века (между 1265 и 1272 годами). Издан уже в 1897 году, в Вагаршапате.